# Claoxylon indicum
Claoxylon indicum là một loài thực vật có hoa trong họ Đại kích. Loài này được (Reinw. ex Blume) Hassk. mô tả khoa học đầu tiên năm 1844.